# Resultados do Carnaval de Porto Alegre em 2014
Os resultados do Carnaval de Porto Alegre em 2014, foram divulgados no dia 4 de março no Complexo Cultural do Porto Seco. Com o enredo "A Imperadores do Samba faz a justa homenagem aos personagens de Luis Fernando Verissimo", a Imperadores do Samba foi a campeã do grupo especial.

## Grupo Especial
| Colocação | Escola                     | Pontos | Notas     | Punições | Ref.              |
| --------- | -------------------------- | ------ | --------- | -------- | ----------------- |
| 1º        | Imperadores do Samba       | 239,5  |           |          | [ 3 ]             |
| 2º        | União da Vila do IAPI      | 239,4  |           |          | [ 3 ]             |
| 3º        | Estado Maior da Restinga   | 239,1  |           |          | [ 3 ]             |
| 4º        | Acadêmicos de Gravataí     | 238,9  |           |          | [ 3 ]             |
| 5º        | Bambas da Orgia            | 238,8  |           |          | [ 3 ]             |
| 6º        | Embaixadores do Ritmo      | 237,7  |           |          | [ 3 ]             |
| 7º        | Imperatriz Dona Leopoldina | 236,9  |           |          | [ 3 ]             |
| 8º        | Unidos de Vila Isabel      | 236,7  |           |          | [ 3 ]             |
| 9º        | Império da Zona Norte      | 236,4  |           |          | [ 3 ]             |
| 10º       | Academia Samba Puro        | 219,2  | Rebaixada | - 12,7   | [ 1 ] [ 3 ] [ 4 ] |
| 11º       | Imperatriz Leopoldense     | 208    | Rebaixada | - 18,5   | [ 1 ] [ 3 ] [ 4 ] |

## Grupo A
| Colocação | Escola                        | Pontos | Desempate | Notas     | Punições | Ref.        |
| --------- | ----------------------------- | ------ | --------- | --------- | -------- | ----------- |
| 1º        | Copacabana                    | 237,1  |           | Promovida |          | [ 1 ] [ 5 ] |
| 2º        | Unidos do Capão               | 236,8  | Harmonia  |           |          | [ 1 ] [ 5 ] |
| 3º        | Academia de Samba Praiana     | 236,8  |           |           |          | [ 1 ] [ 5 ] |
| 4º        | Império do Sol                |        |           |           |          | [ 1 ] [ 5 ] |
| 5º        | Unidos do Guajuviras          |        |           |           | -0,3     | [ 1 ] [ 5 ] |
| 6º        | Protegidos da Princesa Isabel |        |           | Rebaixada |          | [ 1 ] [ 5 ] |
| 7º        | Acadêmicos de Niterói         |        |           | Rebaixada |          | [ 1 ] [ 5 ] |

## Grupo de Acesso
| Colocação | Escola              | Pontos | Notas           | Ref.        |
| --------- | ------------------- | ------ | --------------- | ----------- |
| 1º        | Realeza             | 239,2  | Promovida       | [ 1 ] [ 6 ] |
| 2º        | Unidos da Vila Mapa | 236,9  |                 | [ 1 ] [ 6 ] |
| 3º        | Apito de Ouro       | 235,9  |                 | [ 1 ] [ 6 ] |
| 4º        | Acadêmicos da Orgia | 235    |                 | [ 1 ] [ 6 ] |
| 5º        | Glória              |        |                 | [ 1 ] [ 6 ] |
| 6º        | Filhos da Candinha  |        | Desclassificada | [ 1 ] [ 6 ] |

## Tribos carnavalescas
| Colocação | Tribo        | Pontos | Punições | Ref.  |
| --------- | ------------ | ------ | -------- | ----- |
| 1º        | Os Comanches |        |          | [ 6 ] |
| 2º        | Guaianazes   |        |          | [ 6 ] |